# Schizymeniaceae
Schizymeniaceae, porodica crvenih algi iz reda Nemastomatales, dio podrazreda Rhodymeniophycidae. Sastoji se od pet rodova s 32 vrste. Porodica je menovana po rodu Schizymenia.

## Rodovi
1. Haematocelis J.Agardh
2. Platoma Schousboe ex F.Schmitz
3. Schizymenia J.Agardh
4. Titanophora (J.Agardh) Feldmann
5. Wetherbeella G.W.Saunders & Kraft